# Лука Милуновић
Лука Милуновић (Београд, 21. децембар 1992) је српски фудбалер. Игра на позицији нападача.

## Каријера
Фудбал је почео да тренира у Булбулдерцу, да би касније прешао у омладинску школу ОФК Београда, где је започео сениорску каријеру у сезони 2010/11, када је наступио на једној првенственој утакмици.
Након што је одбио да потпише професионални уговор са ОФК Београдом, лета 2011. потписује за белгијског прволигаша Зулте Варегем. У првом делу сезоне 2011/12. за Зулте Варегем је одиграо 12 лигашких и једну куп утакмицу.
Почетком фебруара 2012. године потписао је уговор са Црвеном звездом. Провео је у клубу наредне две и по године и учествовао је у освајању Суперлиге Србије 2014. и Купа Србије 2012. године. За Црвену звезду је одиграо 61 такмичарску утакмицу и постигао је 14 голова.
Каријеру је од лета 2014. године наставио у Грчкој где је по две сезоне био играч Платанијаса и Ариса. У првом делу сезоне 2018/19. наступао је у Вождовцу а током 2019. године је играо фудбал у Малезији. Након тога је био у мађарском Дебрецину, да би се за сезону 2020/21. вратио у Србију и потписао за Напредак из Крушевца. Годину дана је провео и у албанском суперлигашу Кукесију. Након тога је био играч грчког друголигаша Ники Волоса. У фебруару 2023. године потписао је за Раднички 1923 из Крагујевца. У јулу исте године прешао је у Перак из Малезије. Вратио се у Вождовац у фебруару 2025. године.

## Трофеји

### Црвена звезда
- Суперлига Србије (1): 2013/14.
- Куп Србије (1): 2011/12.